# Pimpri-Chinchwad
Pimpri-Chinchwad (marathi पिंपरी-चिंचवड) és una ciutat al Districte de Pune a Maharashtra. Consta de les ciutats bessones de Pimpri i Chinchwad que són governades per un cos municipal comú (la Corporació Municipal de Pimpri-Chinchwad o PCMC). Està situat a la part nord-oest de Pune i està connectada a la ciutat de Pune pròpia. Consta al cens del 2001 amb una població d'1.012.472 habitants. La llengua principal parlada a la ciutat és el marathi. Hi ha també una població significativa de sindis procedents del Pakistan després de la divisió de l'Índia Britànica. La comunitat sindi ha fet una contribució significativa per fer de Pimpri una ciutat pròspera i un lloc comercial.

## Història
Les localitats principals a Pimpri Chinchwad són Chinchwad, Pimpri, Nigdi, Akurdi i Bhosari. El nom de Chinch-wad deriva dels arbres chinch (tamarius) i banians. Chinchwad és famosa pel Santuari de Morya Gosavi que és un del shaktipeeth del deu Ganesha de Maharashtra. A causa de la inundació del riu Pavna tots els anys el temple queda submergit en l'aigua de riu. Chinchwad és també el lloc de naixement dels tres germans de Chaphekar, lluitadors per la llibertat penjats pels britànics el 1897.
Pimpri Chinchwad té com a origen la ciutat històrica de Bhosari originalment coneguda com a Bhojapuri. Fa dos mil anys era la capital del rei hindú llegendari Bhoj. Durant el període de Mahabharata aquesta ciutat es coneixia com a Bhojakata, la capital del rei Bhoja-Yadava Rukmi. S'esmenta al Mahabharata que Bhojakata estava a l'oest de Kundinapuri, la capital del regne de Vidarbha.

## Indústries
Pimpri-Chinchwad és un centre industrial i seu d'indústries; és una de les zones industrials més grans a Àsia. Els polígons industrials a la ciutat són establerts per la Maharashtra Industrial Development Corporation. La ciutat és seu de les operacions índies de companyies d'automòbils importants com Premier Ltd, Mahindra Navistar, Bajaj Auto, Tata Motors (Bel Optronic), Devices Ltd, Tata Motors (abans Telco), Kinetic Engineering, Force Motors (anteriorment Bajaj Tempo) i Daimler Chrysler. La ciutat és també seu de l'institut d'investigació d'antibiòtics. A més a més a això, hi ha unes quantes indústries pesants com Forbes-Marshall, Thyssenkrupp i Alfa Laval & Sandvik Asia, que tenen les seves unitats de fabricació a la ciutat i també la companyia alemanya Ksb Pumps. El Parc Rajiv Gandhi Infotech inclou empreses informàtiques i de tecnologia de la Informació com Ibm India, Kpit Cummins, Tata Technologies, Infosys, Wipro, Geomètric, etc.

## Rebateig
Una proposta de rebatejar aquesta ciutat a Nova Pune ha estat discutit entre polítics, intel·lectuals i membres de l'empresariat, ja que es pensa que això llançaria la ciutat com una ciutat internacional junt amb Pune. La marca Nova Pune fou inicialment proposada per l'anterior Comissari de Pimpri-Chinchwad, Mr. Dilip Band. La proposta de moment no ha prosperat.

## Ciutat de Creixement
El lloc està presenciant una quantitat enorme de canvis demogràfics. Els múltiplexs de metros novament construïts i els passeigs comercials estan fent aquest lloc més fàcilment accessible i urbanitzat.

## Auditori
El Ram Krishna More Auditorium està al cor de Chinchwad per donar satisfacció a la demanda dels amants del drama; la majoria de les obres i drames estan molt ben representats.

## Appu Ghar
A la base de l'Appu Ghar de Delhi, s'ha desenvolupat un petit lloc proper de Nigadi o Nigdi (un suburbi de la ciutat) per a jocs infantils.

## Suburbis de Pimpri-Chinchwad
1. Pimpri
2. Chinchwad
3. Nigdi
4. Nigdi Pradhikaran
5. Akurdi
6. Tathawade
7. Bhosari
8. Talwade
9. Hinjwadi
10. Sambhajinagar
11. Ajmera Colony
12. Sangvi
13. Aundh Annex
14. Wakad